# جزیره سیمبری
جزیره سیمبری (به لاتین: Simberi Island) یک جزیره در پاپوآ گینه نو است که در استان ایرلند نو واقع شده‌است. جزیره سیمبری ۱٬۱۰۰ نفر جمعیت دارد و ۳۴۰ متر بالاتر از سطح دریا واقع شده‌است.